# 婦人生活社
株式会社婦人生活社（ふじんせいかつしゃ）は、かつて存在した日本の出版社である。月刊婦人誌『婦人生活』の編集・発行元であり、「ガーデニング」を流行させた雑誌『私の部屋ビズ』の発行元、「公園デビュー」を命名した雑誌『プチタンファン』の編集・発行元としても知られる。

## 略歴・概要

### 創立から私の部屋まで
1947年（昭和22年）2月1日、講談社出身で元『講談倶楽部』編集長の原田常治が「株式会社同志社」として設立する。同年5月、月刊婦人誌『婦人生活』を創刊する。同誌は、創刊から5年の1952年（昭和27年）には、『主婦の友』『主婦と生活』『婦人倶楽部』と並ぶ「戦後四大婦人雑誌」と呼ばれ、発行部数も50万部を超えた。この勢いから、原田は、その出身である講談社創業者・野間清治と比較された。ジャーナリズムの思惑はともあれ、「戦後四大婦人雑誌」の時代は以降40年つづくことになり、その礎となった。1957年（昭和32年）5月、監修に田中千代を迎え、『服装』を創刊する。
1963年（昭和38年）8月、社名を「株式会社婦人生活社」と改称する。
1969年（昭和44年）10月1日、関連会社として「株式会社婦人生活事業部」（現在の株式会社クックアンドライフ社）を設立する。同年、雑誌『ベビーエイジ』を創刊する。1972年（昭和47年）1月、『私の部屋』を創刊する。1973年（昭和48年）4月、創立者・原田常治が勲四等瑞宝章を受章する。同年5月23日、前年末から『私の部屋』と連動した店舗展開を開始した生活雑貨店「私の部屋」が株式会社化、「株式会社私の部屋」（現在の私の部屋リビング）が設立される。1974年（昭和49年）3月、同月発行の『服装』第18巻第3号をもって、同誌の発行を田中千代学園に譲渡する。
1975年（昭和50年）、雑誌『セサミ』を創刊する。
1977年（昭和52年）8月23日、創立者・原田常治が満74歳で死去する。当時満46歳の原田稔が二代目社長に就任する。

### 婦人生活休刊
1979年（昭和54年）5月、雑誌『素敵な女性』を創刊する。1981年（昭和56年）9月には、「『ベビーエイジ』別冊」として雑誌『プチタンファン』第1巻第1号（10月11月合併号）を創刊する。1983年（昭和58年）9月、第5巻第9号をもって『素敵な女性』を休刊する。1984年（昭和59年）、『私の部屋』等を編集する会社としてマイルーム出版を設立する。1985年（昭和60年）5月、雑誌『マタニティ』を創刊する。
1986年（昭和61年）8月、第40巻第8号をもって、社名ともなった『婦人生活』を休刊する。
1988年（昭和63年）、「婦人生活ベストシリーズ」として『ログハウスプラン』、家庭介護誌『やさしい手』をそれぞれ創刊する。1989年（平成元年）、雑誌『手づくりママキディ』（編集マイルーム出版）を創刊する。同年、「婦人生活ベストシリーズ」として季刊『手づくり木工事典』を創刊する。1992年（平成4年）5月、『私の部屋』をリニューアルし『私の部屋ビズ』を創刊する。同年、「『私の部屋』別冊1」として『カントリークラフト』（編集マイルーム出版）を発行、翌1993年（平成5年）、『私の部屋』別冊『カントリークラフト』をムック形式の定期刊行物として創刊する。
同年9月1日、二代目社長の原田稔が満62歳で死去する。原田邦穂が三代目社長に就任した。
1997年（平成9年）、『私の部屋ビズ』が生んだ「ガーデニング」の語が同年の「第14回新語・流行語大賞」で「1997 トップテン入賞」を果たし、編集長八木波奈子が同賞を受賞するも、1998年（平成10年）9月、同年秋号をもって『私の部屋ビズ』の発行をやめ、翌年から同誌はプレジデント社から発行されることになる。

### 破産
2002年（平成14年）10月、『マタニティ』『ベビーエイジ』『プチタンファン』『セサミ』の4誌合同企画のインターネットサービス「子育てF-Net」を開始する。
同年11月に発行した『カントリークラフト vol.36』をもって、同社が刊行する同誌の最終号となり、同誌の営業権は日本ヴォーグ社に売却される。同月に発行した『ログハウスプラン vol.32』をもって同誌の最終号となった。同年12月に発行した『手づくりママキディ』2002年冬号をもって、同誌の最終号となり、同じく同月発行された『セサミ』1月号（第29巻第1号）をもって、通巻151号に及んだ同社が刊行する同誌の最終号となった。
2003年（平成15年）1月、『ベビーエイジ』第34巻第2号を発行、通巻397号に及んだ同誌の最終号となり、同じく同月、『プチタンファン』第23巻第1号を発行、通巻202号に及んだ同誌の最終号となり、同じく同月発行された『マタニティ』もこの2月号が同誌の最終号となり、同じく同月発行された『手づくり木工事典』もこの2月号が通巻54号に及んだ同誌の最終号となる。その他、数多くのムックシリーズが中断する。
同年1月15日、事務所を閉鎖、業務を停止した。出版不況や少子化が長期的原因、短期的には急激に雑誌を休刊した結果、資金がショートしたためで、負債総額は約28億円、同月20日、東京地方裁判所に自己破産を申請した。同月30日、角川・エス・エス・コミュニケーションズが雑誌『セサミ』の営業権を買収で合意したと発表した。同月までに、インターネットサービス「子育てF-Net」会員総数が3,000人に到達、会社破産・雑誌廃刊に関わらず、続行を決める。同年10月1日、特定非営利活動法人化を目指し、新たに規約を発表する。

### その後
本社ビルは、業務停止当初はシャッターが閉められ張り紙がされていた。従来から、学校法人三幸学園（東京未来大学等）の経営する東京医療秘書福祉専門学校本校舎が正面に立地していたが、その後同校が一部入居し、上層階は彌生洋紙店等の入居する「日商岩井本郷マンション」として使用されている。
雑誌『セサミ』は、角川・エス・エス・コミュニケーションズが新創刊、編集発行を継続したが、2008年（平成20年）4月発売の第6巻第3号 (5月号）をもって、朝日新聞出版に営業譲渡、同誌は2012年（平成24年）6月現在、隔月刊で発行中である。
クックアンドライフ社は、2002年段階でかつての婦人生活事業部から商号変更しており、また、同社も原田一族の経営ではあるが、早くから婦人生活社資本からは離れており、2020年10月現在も経営はつづいている。
その後、社長の原田邦穂は2006年（平成18年）11月に発足した東京農工大学出版会事務局長に就任している。

## 企業データ

### 基礎データ
- 所在地 : 東京都文京区湯島2-19-5
- 設立 : 1947年（昭和22年）2月1日
- 業種 : 情報・通信業
- 事業内容 : 出版業（雑誌及び書籍等の発行）
- 代表者 : 原田邦穂
- 資本金 : 2,000万円 （2002年、2003年）[2]
- 従業員数 : 80名 （2002年）[2]

### 歴代経営者
1. 原田常治 : 1947年 - 1977年在職 （創業）
2. 原田稔 : 1977年 - 1993年在職
3. 原田邦穂 : 1993年 - 2003年在職 （破産解散）

## おもな刊行物

### 月刊誌・定期刊行物

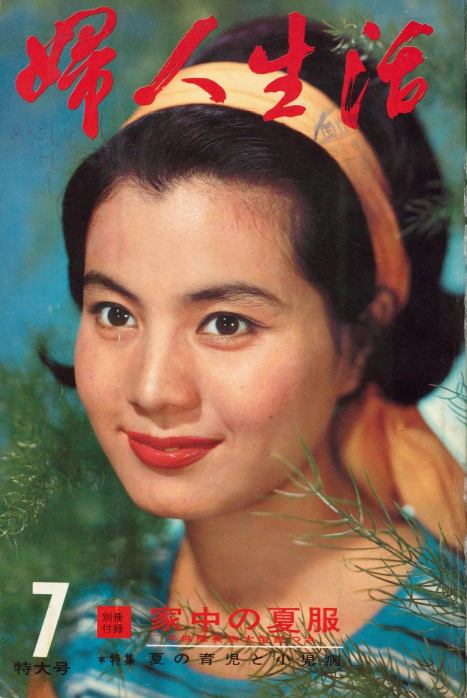
『婦人生活』1964年7月号

- 『ベビーエイジ』（1969年 - 2003年）
- 『プチタンファン』（1981年 - 2003年）
- 『マタニティ』（1985年 - 2003年）
- 『セサミ』 （1975年 - 朝日新聞出版から刊行中）
- 『やさしい手』（1988年 - 2003年）
- 『手づくりママキディ』（編集マイルーム出版、1989年 - 2002年）
- 『カントリークラフト』（編集マイルーム出版、1993年 - 2002年、日本ヴォーグ社が継承、2003年 - 2007年）
- 『手づくり木工事典』（1989年 - 2003年）
- 『ログハウスプラン』（1988年 - 2002年）
- 『ブランドショッピング』（1999年 - 2002年）
- 『婦人生活』（1947年 - 1986年）
- 『素敵な女性』（1979年 - 1983年）
- 『私の部屋』（編集マイルーム出版、1972年- 1991年）
- 『私の部屋ビズ』（編集マイルーム出版、1992年 - 芸文社から刊行中）
- 『服装』（1957年 - 1974年、田中千代学園が継承、1974年 - 1991年）
- 『花パレット』（1990年 - 2002年）
- 『振袖記念日』（1988年 - 2003年）
- 『パッチワークキルト専科』（1991年 - 2000年）
- 『ウッディ専科』（1984年 - 1993年）
- 『B-top』（1999年、2号で廃刊）
- 『赤ちゃん服  0〜3歳』（季刊、1991年 - 1994年）
- 『秋冬かんたんソーイング 手作り大好き!』（1997年 - 2002年）

### ムック
- 婦人生活ファミリークッキングシリーズ
- 婦人生活家庭シリーズ
- 婦人生活ベストシリーズ
- 婦人生活ホームブック
- ベビーエイジ別冊
- マタニティ別冊
- 私の部屋別冊